# 발티스크

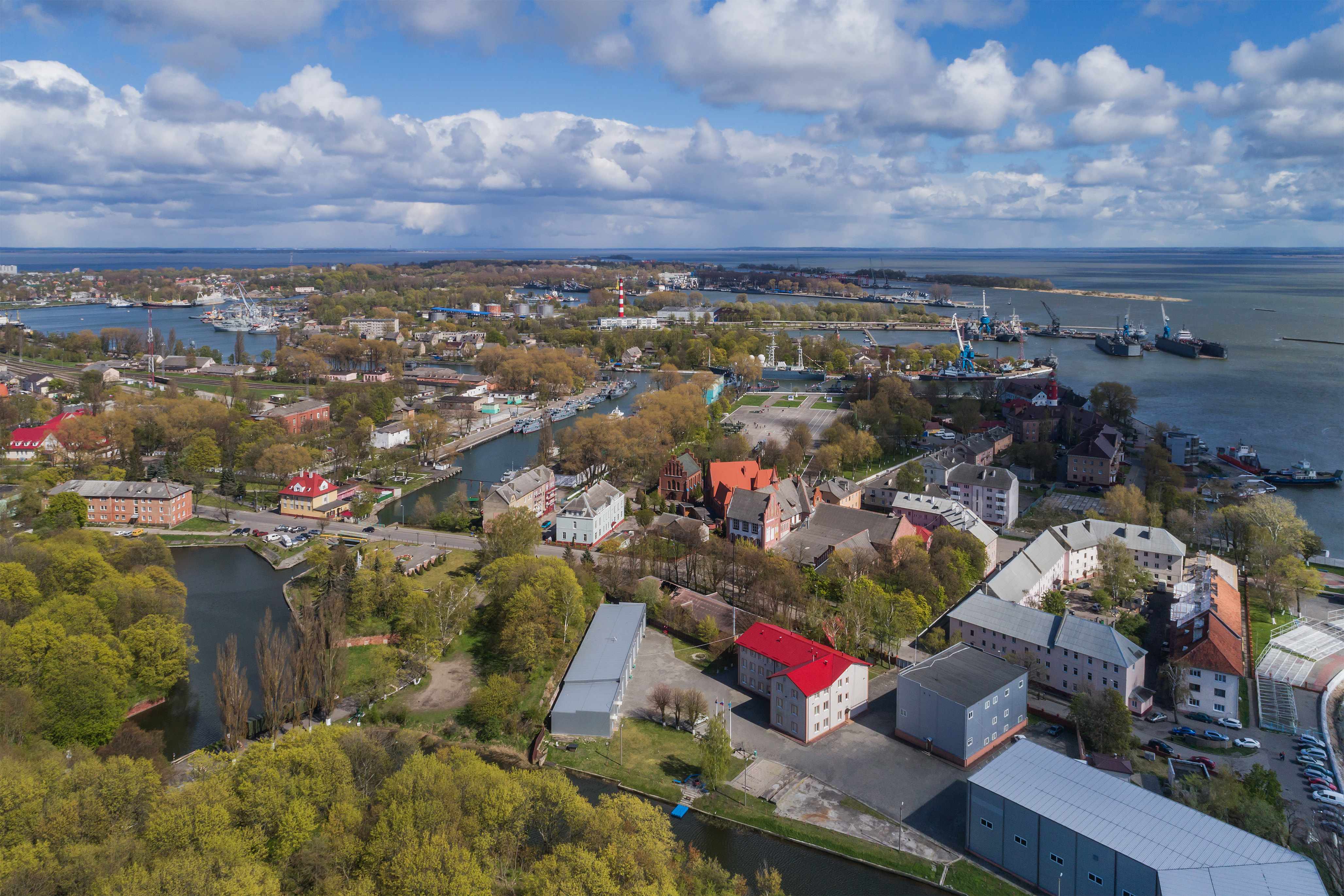

발티스크(러시아어: Балти́йск, 폴란드어: Piława 피와바[*], 리투아니아어: Piliava 필리아바, 1725년 - 1946년까지는 필라우(독일어: Pillau))는 러시아 칼리닌그라드주의 도시이다. 인구는 32,697명(2010년)이다.
발트해의 비스툴라 만에 접해 있다. 1945년까지는 독일 동프로이센의 도시 '필라우'였으며, 잠란트 군(郡: Landkreis Samland)에 속해 있었다.

## 역사
본래 프로이센인의 마을이었다. 어원(語源)이 된 pils는 고대 프로이센어로 "항구"를 의미했다. 1510년 9월 10일에 불어닥친 거대한 폭풍우는 이 마을의 앞에 항해가 가능한 석호(潟湖)를 만들어주었다. 이로부터 필라우는 프로이센 공국의 중요한 항구로 성장하게 되었다.
17세기 후반기에 도시는 상당히 확장되었다. 등대와 석조 교회가 창건되었고, 표트르 대제(大帝)도 세 번이나 필라우를 방문했다. 러시아령이 된 지금 표트르 대제의 동상이 등대 곁에 세워져 있다. 필라우는 1725년에 도시가 되었고, 시청이 건설되었다. 이 바로크 양식의 건물은 제 2차 세계대전의 마지막 때에 파괴되었다.

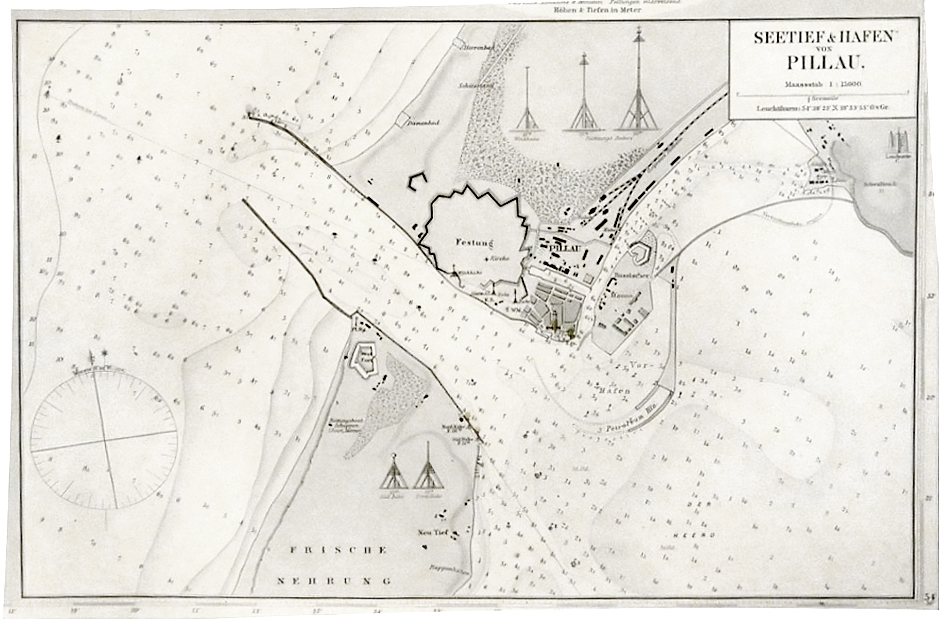
1880년의 필라우 지도

7년 전쟁 중에 러시아군이 도시를 점령해 작은 러시아 정교(正敎) 교회를 세우기도 했으며, 1807년 6월에 나폴레옹의 군대가 휩쓸고 지나가기도 했다. 1901년 11월 15일 필라우와 쾨니히스베르크가 운하로 연결되었다.

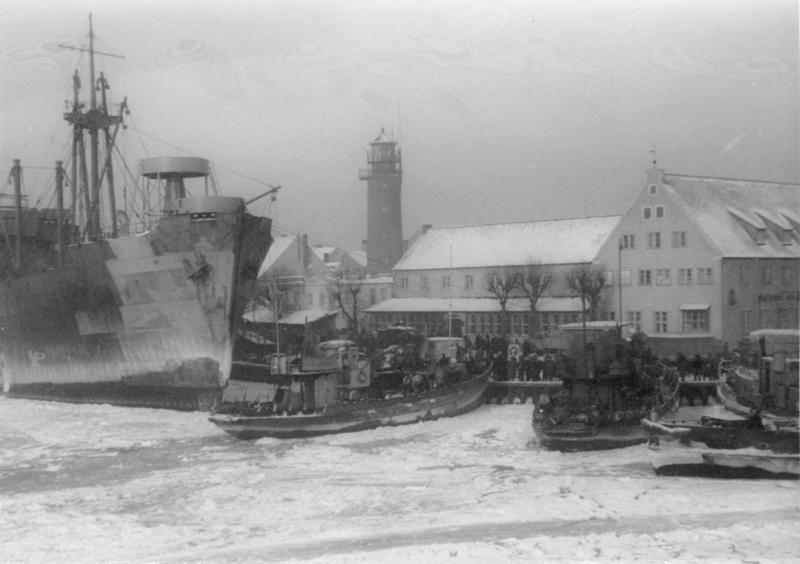
1945년 1월 26일, 소련군으로부터 도망하는 독일 피난민들

제 2차 세계대전 중에 필라우는 U보트 훈련기지의 소재지였다. 소련군이 동프로이센에 육박해오자, 45만 명이 넘는 피난민이 필라우 항구를 거쳐 서부와 중부 독일로 피난하였다. 필라우는 1945년 4월 25일 소련군이 완전히 장악하였다. 남아 있는 독일인 주민들도 추방되었다.
1946년에 '발티스크'라는 이름으로 바뀌었으며, 1952년부터 러시아 해군(발트 함대)이 주둔하고 있다. 그 때문에 소비에트 연방시기에는 폐쇄된 도시로 남아있었다.

## 기후
| Baltiysk의 기후            | Baltiysk의 기후 | Baltiysk의 기후 | Baltiysk의 기후 | Baltiysk의 기후 | Baltiysk의 기후 | Baltiysk의 기후 | Baltiysk의 기후 | Baltiysk의 기후 | Baltiysk의 기후 | Baltiysk의 기후 | Baltiysk의 기후 | Baltiysk의 기후 | Baltiysk의 기후 |
| 월                         | 1월             | 2월             | 3월             | 4월             | 5월             | 6월             | 7월             | 8월             | 9월             | 10월            | 11월            | 12월            | 연간            |
| -------------------------- | --------------- | --------------- | --------------- | --------------- | --------------- | --------------- | --------------- | --------------- | --------------- | --------------- | --------------- | --------------- | --------------- |
| 역대 최고 기온 °C (°F)     | 14.5 (58.1)     | 17.1 (62.8)     | 14.9 (58.8)     | 25.0 (77.0)     | 27.1 (80.8)     | 29.4 (84.9)     | 31.7 (89.1)     | 31.3 (88.3)     | 26.7 (80.1)     | 22.6 (72.7)     | 17.1 (62.8)     | 17.0 (62.6)     | 31.7 (89.1)     |
| 일평균 최고 기온 °C (°F)   | 2.5 (36.5)      | 2.5 (36.5)      | 4.6 (40.3)      | 9.7 (49.5)      | 14.9 (58.8)     | 17.8 (64.0)     | 20.6 (69.1)     | 21.0 (69.8)     | 16.8 (62.2)     | 12.4 (54.3)     | 6.4 (43.5)      | 3.5 (38.3)      | 11.1 (52.0)     |
| 일일 평균 기온 °C (°F)     | 0.3 (32.5)      | 0.4 (32.7)      | 2.5 (36.5)      | 7.0 (44.6)      | 11.7 (53.1)     | 15.0 (59.0)     | 17.9 (64.2)     | 18.4 (65.1)     | 14.4 (57.9)     | 10.1 (50.2)     | 4.6 (40.3)      | 1.4 (34.5)      | 8.7 (47.7)      |
| 일평균 최저 기온 °C (°F)   | −1.8 (28.8)     | −1.6 (29.1)     | 0.3 (32.5)      | 4.0 (39.2)      | 8.2 (46.8)      | 11.8 (53.2)     | 14.8 (58.6)     | 15.6 (60.1)     | 12.1 (53.8)     | 8.1 (46.6)      | 2.9 (37.2)      | −0.4 (31.3)     | 6.2 (43.2)      |
| 역대 최저 기온 °C (°F)     | −20.8 (−5.4)    | −17.6 (0.3)     | −12.9 (8.8)     | −4.0 (24.8)     | −0.2 (31.6)     | 1.4 (34.5)      | 7.8 (46.0)      | 8.1 (46.6)      | 4.3 (39.7)      | −1.4 (29.5)     | −8.8 (16.2)     | −14.8 (5.4)     | −20.8 (−5.4)    |
| 평균 강수량 mm (인치)      | 65 (2.6)        | 54 (2.1)        | 50 (2.0)        | 41 (1.6)        | 53 (2.1)        | 71 (2.8)        | 78 (3.1)        | 69 (2.7)        | 73 (2.9)        | 62 (2.4)        | 66 (2.6)        | 73 (2.9)        | 752 (29.6)      |
| 출처: Kaliningrad-meteo.ru |                 |                 |                 |                 |                 |                 |                 |                 |                 |                 |                 |                 |                 |

## 자매 도시

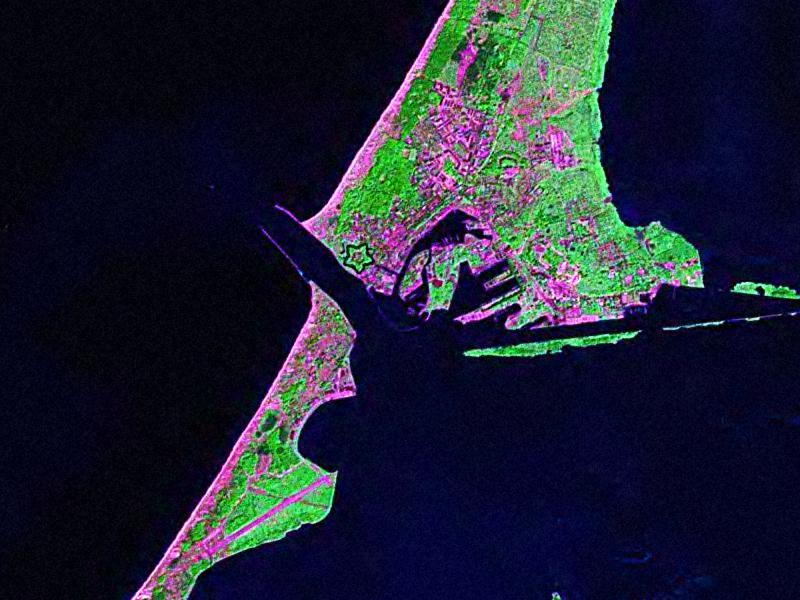
위성에서 본 발티스크의 지형

- 러시아 넵테유간스크
- 스웨덴 칼스크로나
- 폴란드 엘블롱크
- 폴란드 니사